# Ravenklauw
Ravenklauw (Engels: Ravenclaw) is een van de vier afdelingen van Zweinstein uit J.K. Rowlings zevendelige Harry Potterboekenserie. De andere drie afdelingen zijn Zwadderich, Griffoendor en Huffelpuf.
De afdeling staat bekend om zijn wijsheid, creativiteit en buiten het kader denken en is gesticht door Rowena Ravenklauw. Het afdelingshoofd is professor Filius Banning.

## Locatie
De locatie van de leerlingenkamer van Ravenklauw is, net als bij de andere afdelingen, geheim voor hen die niet tot Ravenklauw behoren. De leerlingenkamer bevindt zich in de Westertoren. Om in de leerlingenkamer te komen, moet je, in tegenstelling tot de andere afdelingen, een vraag beantwoorden in plaats van een wachtwoord te geven.

## Afdelingswapen
Het afdelingswapen van Ravenklauw is een bronskleurige adelaar op een blauwe achtergrond. De adelaar is ook het teken van de afdeling. Blauw en brons zijn de afdelingskleuren van Ravenklauw in de boeken, in de film zijn de kleuren veranderd in blauw en zilver.

## Afdelingsspook
De afdelingsgeest is De Grijze Dame, tijdens haar leven was zij Helena Ravenklauw, de dochter van Rowena.

## Lijst van bekende Ravenklauwen
- Filius Banning
- Terry Bootsman
- Robbie Davids
- Cho Chang
- Anton Goldstein
- Patricia Hazelaar
- Michel Kriek
- Quirinus Krinkel
- Loena Leeflang
- Xenofilus Leeflang
- Padma Patil
- Jammerende Jenny
- Gladianus Smalhart
- Sybilla Zwamdrift
- Alastor (dwaaloog) Dolleman